# Marija Riemień
Marija Riemień, ukr. Марія Віталіївна Рємєнь (ur. 2 sierpnia 1987) – ukraińska lekkoatletka specjalizująca się w biegach sprinterskich, mistrzyni Europy z Barcelony (2010) w sztafecie 4 × 100 metrów, medalistka olimpijska.
Członkini sztafety 4 × 100 metrów, która zajęła 5. miejsce podczas młodzieżowych mistrzostw Europy (Debreczyn 2007). Startowała także w młodzieżowych mistrzostwach Europy w 2009 roku w Kownie, zajmując 7. miejsce w biegu na 100 m oraz 8 w sztafecie 4 × 100 m.
Uczestniczka zwycięskiej sztafety 4 × 100 m podczas mistrzostw Europy w Barcelonie, która występując w składzie Ołesia Powch, Natalija Pohrebniak, Riemień i Jelizaweta Bryzhina ustanowiła w finałowym biegu rekord Ukrainy wynikiem 42,29 s. Na tych samych zawodach była piąta w finale biegu na 100 m. W sztafecie 4 × 100 m zajęła 2. miejsce podczas pucharu interkontynentalnego (Split 2010).
Halowa mistrzyni Europy w biegu na 60 metrów (Göteborg 2013). Podczas rozegranych w lipcu 2011 w Rio de Janeiro światowych igrzysk wojska zdobyła trzy medale: złoto w biegu na 100 metrów, srebro w biegu na 200 metrów oraz brąz w sztafecie 4 × 100 metrów. Brązowa medalistka w biegu rozstawnym na mistrzostwach świata w Daegu.
Weszła w skład ukraińskiej sztafety 4 × 100 m, która w sierpniu 2012 zdobyła brązowy medal igrzysk olimpijskich w Londynie.
Dwukrotna mistrzyni Ukrainy w biegu na 200 m (2009, 2010).
Testy antydopingowe przeprowadzone (poza zawodami) 10 stycznia 2014 wykazały stosowanie przez Ukrainkę sterydu anabolicznego – metandienonu. Riemień otrzymała karę dwuletniej dyskwalifikacji (do 2 marca 2016).
W 2016 zawodniczka uczestniczyła w eliminacjach biegu na 200 metrów podczas mistrzostw Europy w Amsterdamie, jednakże odpadła w eliminacjach.

## Rekordy życiowe
- bieg na 60 metrów (hala) – 7,10 (3 marca 2013, Göteborg i 3 marca 2013, Göteborg)
- bieg na 100 metrów – 11,06 (5 czerwca 2013, Jałta)
- bieg na 200 metrów – 22,58 (6 sierpnia 2012, Londyn)